# Leapmotor C11
La Leapmotor C11 (cinese: 零跑C11) è autovettura prodotta dalla casa automobilistica cinese Leapmotor dal 2021.

## Descrizione
La vettura è un crossover SUV di medie dimensioni, presentato al salone di Guangzhou nel dicembre 2020.
La versione top di gamma utilizza una batteria da 90 kWh e ha una potenza di 536 CV. L'autonomia nel ciclo NEDC è di 550 km. 

### C11 EREV
La C11 EREV è una versione ibrida plug-in, che è stata lanciata nel 2023; cosiddetta "range extender", monta un motore a 3 cilindri con cilindrata di 1,2 litri che produce 96 kW (131 CV) ed è dotata di un accumulatore agli ioni di litio con una capacità di 43,74 kWh fornita dalla CALB che garantisce un'autonomia di circa 170 km con la sola alimentazione della batteria.